# Christina Keinert-Kisin
Christina Keinert-Kisin (* 26. März 1982 in Linz) ist eine österreichische Juristin und Buchautorin.

## Leben
Christina Keinert-Kisin schloss im Jahr 2000 die Matura mit Auszeichnung am Europagymnasium Auhof in Linz ab. Von 2000 bis 2008 studierte sie Rechtswissenschaften mit Schwerpunkten auf Europarecht und Unternehmensrecht. Parallel dazu studierte sie von 2000 bis 2006 Internationale Betriebswirtschaft mit den Spezialisierungen Industriemanagement und Internationales Management. 2004 studierte sie „Management“ an der Grande Ecole de Commerce ESCP-EAP in Paris. Von 2008 bis 2013 absolvierte sie ihr erstes Doktorat an der Universität Wien in Internationaler Betriebswirtschaft mit ausgezeichnetem Erfolg. Es folgte von 2015 bis 2021 ein weiteres Doktorat in Rechtswissenschaften an der Johannes Kepler Universität Linz.
Im Jahr 2016 bestand Keinert-Kisin die Rechtsanwaltsprüfung am Oberlandesgericht Wien mit sehr gutem Erfolg.

## Wirken
Christina Keinert-Kisin lernte im Rahmen einer frühen Berufstätigkeit bei den Vereinten Nationen als Praktikantin im UN-Hauptquartier in New York die Herausforderungen des Einrichtens geeigneter Strukturen für die Hintanhaltung oder zumindest Sanktionierung von Fehlverhalten im Investigations-Team des “Office of Internal Oversight” kennen. In dieser Rolle wirkte sie auch an der Entwicklung einer thematisch geordneten Rechtsprechungs-Bibliothek mit Leitsätzen aus Entscheidungen internationaler Tribunale zur Unterstützung der UN-Investigatoren mit. Im Jahr 2005 arbeitete sie als Rechtsvolontärin im Bundesministerium für Gesundheit und Frauen und verfasste juristische Hintergrundpapiere für EU-Konferenzen. Als Mitglied des Verhandlungsteams der EU-Ratspräsidentschaft wirkte sie am Abschluss eines internationalen Rechtsdokuments im Rahmen der Frauenstatuskommission der Vereinten Nationen in New York mit.
Neben ihrer Tätigkeit als Universitätslektorin von 2008 bis 2018 an der Universität Wien, der Babes-Bolyai-Universität Cluj und der Vienna International Christian Islamic Summer Schools (VICISU) zu Wirtschaftsethik und Corporate Social Responsibility forschte sie zur ökonomischen Sinnhaftigkeit rechtlich und ethisch gebotenen Handelns. Für die Technische Universität Wien erhob sie als Universitätsassistentin von 2010 bis 2012 Gründe und Maßnahmen gegen die "Leaky Pipeline".
2013 begann sie im Rechtsanwaltsberuf bei der internationalen Wirtschaftskanzlei Baker McKenzie und spezialisierte sich auf Compliance und Wirtschaftsstrafrecht. Sie wirkte an der Aufarbeitung des Hypo-Alpe-Adria-Skandals mit, an internen Untersuchungen in internationalen Konzernstrukturen mit und implementierte Compliance-Systeme in nationalen Unternehmen bis Großkonzernen.
Nach dem Wechsel in eine Wiener Anwaltskanzlei mittlerer Größe ergänzte Keinert-Kisin ihre anwaltliche Tätigkeit durch die Prozessführung in Zivil- und Handelssachen, insbesondere in den Bereichen Arzthaftung und Vertragsstreitigkeiten. Sie ist als Rechtsanwältin in die Liste der Rechtsanwaltskammer Wien eingetragen.
Seit 2018 fungiert sie auch als von der Generalversammlung gewählte Vereinsprüferin des ÖAMTC in einer externen Compliance-Rolle.

## Veröffentlichungen
- Ungeschriebene Kompetenzen der Gesellschafterversammlung („Holzmüller“-Doktrin): Kollektivschutz im Recht der Körperschaften insbesondere bei Genossenschaft und Verein, 2018, Facultas (Ko-Autorin).[9] ISBN 978-3-7089-1789-4
- Interessenkonflikte durch Organverflechtungen: Im Konzern, bei AG, GmbH, Genossenschaft und Verein, 2018, Facultas (Ko-Autorin).[10] ISBN 978-3-7089-1621-7
- Corporate Social Responsibility and Discrimination: Gender Bias in Personnel Selection, 2016, Springer International.[11] ISBN 978-3-319-29156-7
- Corporate Social Responsibility as an International Strategy, 2008, Springer Heidelberg.[12] ISBN 978-3-7908-2023-2
- Die Menschenrechte der Frau in der Türkei 2006, 2006, Linzer Schriften zu Gender und Recht, Band 34, Trauner Linz.[13] ISBN 3-85499-186-X
- Encyclopedia of Corporate Social Responsibility, 2013, Springer (Junior-Mitglied des Editorial Boards, Autorin der Beiträge "Human Rights, Non-Discrimination", "EU Anti-Discrimination Law", "Diversity").[14] ISBN 978-3-642-28035-1
- Corporate Social Responsibility in Europe, 2015/2016, Springer (Autorin des Kapitels "CSR in Austria: Exemplary Social and Environmental Practice or Compliance-Driven Corporate Responsibility?").[15] ISBN 978-3-319-13565-6

## Auszeichnungen
- 2013: AK-Wissenschaftspreis "Pole Position oder Schlusslicht beim Start ins Berufsleben?"[16]
- 2011: Johanna-Dohnal-Wissenschaftspreis für die Auftragsforschung der Technischen Universität Wien zur "Leaky Pipeline"[17]
- 2010: Wirtschaftskammer-Preis für die Forschung zu Geschlechterstereotypen unter dem Blickwinkel von Corporate Social Responsibility
- 2010: Technische Universität Wien Forschungsstipendium
- 2007: Universitärer Excellence Award von McKinsey & Company
- 2007: „Preis zur Förderung des wissenschaftlichen Dialogs von Wirtschaft, Ethik und Religion“ von der Industriellenvereinigung (IV) für die Arbeit zu Corporate Social Responsibility[18]